# Xã Zion, Quận Towner, Bắc Dakota
Xã Zion (tiếng Anh: Zion Township) là một xã thuộc quận Towner, tiểu bang Bắc Dakota, Hoa Kỳ. Năm 2010, dân số của xã này là 50 người.